# سیارک ۲۴۳۵۲
سیارک ۲۴۳۵۲ (به انگلیسی: 24352 Kapilrama، نامگذاری:2000AE104) بیست و چهار هزار و سیصد و پنجاه و دومین سیارک کشف شده‌است که در ۵ ژانویه ۲۰۰۰ کشف شد.
قدر مطلق سیارک برابر ۱۵.۵ است.